# Vida y opiniones del caballero Tristram Shandy
La vida y las opiniones del caballero Tristram Shandy (1759-1767) (título original en inglés: The Life and Opinions of Tristram Shandy, Gentleman), usualmente abreviada como Tristram Shandy, es la más singular y célebre de las obras del escritor anglo-irlandés Laurence Sterne. Se publicó en nueve volúmenes, los dos primeros en diciembre de 1759 y los siete siguientes a lo largo de los ocho siguientes años. A pesar de constituir un éxito editorial desde el primer momento —tanto es así que convirtió a Sterne en una celebridad de la noche a la mañana—, la obra no fue bien recibida por parte de la crítica de la época; por ejemplo, Samuel Johnson dijo refiriéndose a ella que «nada extravagante puede perdurar». Aun así, y quizá precisamente por su cuidada extravagancia, Tristram Shandy ha venido a considerarse como una de las mejores novelas cómicas en lengua inglesa, y como una predecesora, en cuanto a estilo, de muchas novelas modernas. Fue citada por Arthur Schopenhauer como una de las cuatro mejores novelas jamás escritas, junto con Wilhelm Meister, La Nouvelle Heloïse y Don Quijote.
La publicación de la novela se vio truncada por el fallecimiento del propio autor en 1768. Así, aunque tras nueve volúmenes el agotamiento de la obra es patente, se ha supuesto, en parte por la correspondencia del propio Sterne, que este pensaba retomar la obra en algún momento, y que, por ende, está inacabada. No obstante, hay quien objeta esta opinión, y considera al Tristram Shandy como una novela concluida, y los hay incluso que ven en el Viaje sentimental por Francia e Italia (1768) de Sterne el epílogo con el que el autor concluye el Tristram Shandy.

## Argumento y estilo
Narrada en primera persona y de un modo intrincado, humorístico, desarreglado y un tanto picaresco, la novela pretende ser la autobiografía del narrador, Tristram Shandy. Sin embargo, en uno de los giros humorísticos centrales de la novela, a saber, que el tal Tristram Shandy es incapaz de explicar nada de forma sencilla, el narrador recurre una y otra vez a digresiones y anécdotas explicativas que supuestamente ayudan a formar el contexto de su vida, pero que de hecho van a ser la esencia de la novela, y que desvían el hilo conductor de la misma continuamente, impidiendo cualquier avance lineal en la trama. De esta forma, la novela se va extendiendo alrededor de las curiosas peripecias de un grupo de personajes relacionados con el narrador, de los que Sterne hace un retrato humorístico, y ofrece multitud de digresiones y anécdotas colaterales, hasta el punto de que el nacimiento de Tristram no ocurre hasta el libro III, y que este solo aparece como personaje brevemente en el libro IV para desaparecer el libro VI.
En consecuencia, aparte del narrador —Tristram Shandy—, los personajes principales de la obra son su padre, el «genial» Walter Shandy; su madre, de la que nunca da su nombre, y que se muestra como una mujer nada obtusa y muy calmada, hasta nihilista; su Tío Toby [sic], supuestamente inspirado en el padre del propio Sterne; el cabo Trim, criado de Toby (Diderot tomará una anécdota de este como punto de inicio de su Jacques el fatalista); en menor medida, el Doctor Slop y el párroco Yorick (una suerte de alter ego de Sterne); y una serie de personajes secundarios como los criados Jenny y Obadiah que sirven de soporte de algunas anécdotas. La mayor parte de la trama de la novela (de la que muchos dicen no tiene en rigor argumento alguno) gira en torno a diversas anécdotas domésticas que ocurren en el entorno de los Shandy, con las que el autor logra crear escenas realmente cómicas gracias a que confronta los temperamentos opuestos de Walter (sarcástico, racional, irascible), y del Tío Toby (gentil, sencillo, desprendido, amante del género humano). En medio de esas anécdotas, el narrador, mientras trata de completar la historia de su vida, va a abordar temas tan variados como las prácticas sexuales, los insultos, la influencia de los nombres propios en las personas, las narices (forma eufemística con la que trata sobre los penes), la obstetricia, la ingeniería militar, la filosofía, etc.
Quizá lo que más llame la atención en el Tristram Shandy sean los aspectos más formales de la obra, en la que se hace parodia y experimentación de las estructuras narrativas en boga durante el siglo XVIII. En efecto, estructuralmente se trata de una obra singular, tremendamente libre, en la que el narrador no sigue el orden temporal de las vicisitudes narradas, sino que las encadena principalmente por asociación de ideas, y en la que se hace empleo una y otra vez de las pausas y los retrocesos con los que cualquier intento de sostener una línea argumental clásica se ve pretendidamente truncado. El empleo de recursos gráficos es característico: las pausas las va a representar mediante guiones de diferentes longitudes (-,--,----,...), que algunas ediciones modernas de la obra, incomprensiblemente, han decidido suprimir; su importancia, es, empero, capital para la lectura de la obra, cuyo estilo, y la forma de su discurso, se enmarcan dentro de la retórica: los guiones no representan incisos, como es habitual en castellano, sino pausas retóricas que ayudan al ritmo de la acción. En este sentido, a lo largo de toda la novela, Sterne va a romper los rígidos moldes en los que se enmarcaba la novela en su tiempo. Al narrarla en primera persona, y ofrecer la historia como una suerte de reflexión personal, va a crear una primera forma de lo que posteriormente se llamará monólogo interior.
Formalmente, además, la primacía del protagonista, algo característico en las obras de su tiempo, pierde importancia porque aunque Tristram narra la obra, aparece solo en el libro IV y desaparece en el libro VI. Además, el autor ni tan siquiera se esfuerza por buscar la mímesis con lo real, que va a romper en diversos puntos al incluir reflexiones respecto a la gráfica del texto (cambios de tipos, una página en negro...), opiniones propias, apóstrofes al lector (apelará al lector llamándolo «buena gente», «señor», «señora», «milord»; incluso ofrece una página en blanco para que el lector pinte un retrato de su amada), réplicas a críticas contemporáneas, burlas... Las loas que ofrece a su «buen amigo» el actor David Garrick, por ejemplo, rompen completamente cualquier intento de realismo, e incluso hacen abandonar al narrador cualquier pretensión de ser Tristram. De hecho, el desenmascaramiento de toda presunción de realismo es algo central en todo el Tristram Shandy. Sterne, como antes hiciera su querido Miguel de Cervantes, efectúa una desmitificación de los géneros literarios más en boga en su tiempo — la influencia (reconocida en la propia obra) de Cervantes y de Rabelais se deja sentir no solo en esto, sino también en el humor preponderante en la obra, de aires muy cervantinos, y que Sterne relaciona con las humoradas de Rabelais: el episodio de las narices es marcadamente rabelesiano.
El lenguaje de la obra es muy desarreglado. Cuentan que, cuando Samuel Johnson conoció a Sterne, le reprochó que obviara cualquier regla gramatical («Señor, usted no sabe inglés»), a lo que Sterne respondió que así era. Hace continuo uso de contracciones dieciochescas ('Tis por It's, receiv'd por received...) que dan un aspecto informal a la obra y pueden dificultar su lectura al lector moderno; la ortografía de nombres propios y de ciertos vocablos la da incorrectamente, y en muchos casos en su forma latinizada (por ejemplo, Simon Stevin es Stevinus). El léxico puede ser, no obstante, muy técnico y ajeno al lector común, sobre todo en aspectos tan concretos como la ingeniería militar o la teología. Además, ni siquiera está íntegramente escrita en inglés: al igual que hiciera Robert Burton, Sterne ofrece numerosos fragmentos en latín y en francés, que no siempre traduce.
Aparte de los aspectos formales, la obra es igualmente novedosa en cuanto a contenidos. En efecto, va a reclamar el lugar del sentimentalismo en la literatura. Así, el sentimentalismo con que el autor de la obra la empaña es algo notorio: episodios como el del teniente Le Fever, o el de la loca del Languedoc, parecen suponer una ruptura con la tradición literaria de la primera época ilustrada, literalista, más racional y menos sentida, y reclamar el lugar de los sentimientos en la vida humana. Para ello, Sterne no se limita a contar historias de carácter sentimental: al emplear recursos gráficos, como una página completamente en negro, Sterne va a tratar de evocar diversos sentimientos o sensaciones (en este caso, la muerte), de una forma muy novedosa. En este sentido se ha visto a Sterne como uno de los padres de la novela sentimental.

## Influencias en la obra
A pesar de su modernidad, Tristram Shandy difícilmente se puede comprender fuera de su época: el texto está lleno de alusiones, referencias y hasta plagios de las principales corrientes del pensamiento de los siglos XVII y XVIII. La influencia de Alexander Pope, John Locke y Jonathan Swift es muy acusada, sobre todo en el aspecto satírico de la novela, muy influenciado por Pope y Swift, y en las ideas y pensamientos que Sterne explora, en las que la influencia del Ensayo sobre el entendimiento humano de Locke y de los Sermones de Swift es notoria. Además, las referencias que hace Sterne de temas científicos y filosóficos lo sitúan en plena Ilustración; por ejemplo, las extensas descripciones de técnicas de fortificación militar (de las que hasta ofrece una abundante bibliografía, alabando a Simon Stevin una y otra vez) y de medicina obstétrica demuestran, cuanto menos, que el autor tenía unas mínimas nociones de dichos campos, y por las ideas que reproduce solo pueden enmarcarse en pleno Siglo de las Luces.
De todas formas, las grandes influencias que marcan la obra son cuatro (o cinco): los ya mencionados Rabelais, Cervantes y Locke, y la Anatomía de la melancolía de Robert Burton y los Ensayos de Montaigne.
La familiaridad de Sterne con la obra de Rabelais es bien conocida —incluso había escrito un Fragmento rabelesiano antes de abordar la composición del Tristram Shandy—, y se deja sentir en múltiples alusiones al Gargantúa y al Pantagruel, y en el uso que hace a veces de un tono humorístico procaz y hasta soez: el primer capítulo de la obra, en el que la madre de Tristram interrumpe a Walter Shandy mientras están concibiendo a Tristram es solo un ejemplo de la deuda de Sterne con Rabelais.
De manera similar, la sombra de Cervantes se presenta en forma de numerosas referencias a Rocinante, en el carácter del Tío Toby (que recuerda a veces al del propio Don Quijote), en el propio reconocimiento que hace Sterne del empleo del humor cervantino, y en la desmitificación de los géneros literarios que realiza.
Las teorías empiricistas de Locke se manifiestan en la forma en que Sterne va a ir construyendo la trama mediante la asociación de ideas, en la que intervendrán además los cinco sentidos.
Las apelaciones al lector recuerdan a Montaigne y a Cervantes, y muchas de las reflexiones ofrecidas a lo largo de la obra parecen inspiradas en los Ensayos de Montaigne.
La deuda de Sterne con Robert Burton se debe al empleo constante de digresiones, en la obsesión por contextualizar la trama lo mejor posible (que es lo que lleva a ambos a incluir las anécdotas y digresiones que componen sus respectivas obras; algo en común a su vez con el Cuento de una barrica de Swift), en la fina ironía inglesa de la que hace gala, y en la toma de pasajes enteros de la Anatomía de la melancolía, plagios que Sterne no trata de ocultar pero que con él adquieren un carácter completamente distinto.

## Influencia en la literatura posterior
El carácter innovador de la novela inspiró a muchas escritores posteriores que también se dieron a la experimentación formal y temática siguiendo a Sterne.
Las novedades formales de Tristram Shandy tardaron algunos años en generar seguidores, siendo el sentimentalismo el primer rasgo que influyó a los escritores de la época. El caso más conocido es el de Henry Mackenzie su obra El hombre de sentimientos (1771), que como otros imitadores del clérigo llevaron el aspecto sentimental a extremos y desbordes. otro contemporáneo cuya obra mostró una retroalimentación con la de Sterne fue Denis Diderot en Jacques el fatalista, donde prestó especial atención a la construcción paródica de la novela, su rechazo a las convenciones narrativas, y a la figura del antihéroe.
También se sintió su peso en la evolución de la novela alemana tras la traducción y publicación en ese país en la década de 1770; Friedrich Nicolai y su Das Leben und die Meinungen des Herrn Magister Sebaldus Nothanker («Vida y opiniones del caballero Sebaldus Nothanker») y Tobias Knaut de Joseph Karl Wezel son los principales exponentes alemanes, a los que suele reconocerse como imitadores de Sterne. Lo que esta última tiene en contacto con Tristram Shandy es el desorden cronológico en la presentación de los eventos y el carácter lúdico-educativo.
Algunos investigadores como Vaughan sostienen que las posibilidades formales que Tristram Shandy descubrió fueron aprovechadas por obras tan disímiles como Oliver Twist de Charles Dickens o Los miserables de Victor Hugo en el siglo XIX. También se ha señalado que Sterne ha influido a escritores modernos de la literatura en lengua inglesa como Dorothy Richardson, Anthony Powell o aún en mayor medida a Virginia Woolf y a James Joyce.
Pero los alcances de Tristram Shandy no se limitan a las obras escritas en su misma lengua sino que ha tenido un impacto considerable en la literatura española y en la latinoamericana. Durante la década de 1960 se dio una afluencia de obras y autores que seguían aquella idea de «obra interactiva», heredando la técnica shandiana para hallar nuevos modos de expresión. El escritor argentino Julio Cortázar publicó en 1963 su novela Rayuela, libro de corte experimental en el que, según David Daiches, confluyen

El tono sugerente, las llamadas al lector… los asteriscos y espacios en blanco para que el lector los interprete y rellene como desee, también sirven para implicarle en la novela. Se convierte al lector en conspirador con el autor para producir la obra.

Todos estos recursos —incluyendo la mano dibujada para señalar algunos párrafos o citas— remiten indefectiblemente al Tristram Shandy, al que hace referencia explícita en otra obra suya: La vuelta al día en ochenta mundos (1967). Compatriota de Cortázar, Jorge Luis Borges aprovecha las estrategias metaficcionales como inventar textos y autores para sus relatos, aunque la relación con Sterne en más indirecta que en otros casos. El cubano José Lezama Lima es otro escritor influido por Sterne, como se ve en su novela Paradiso como también el cubano Guillermo Cabrera Infante en su obra Tres tristes tigres.
El Tristram Shandy se incluye en las llamadas corrientes de consciencia (monólogo interior) por la forma en que el autor construye la novela, y que el grupo crítico y semiótico Tel Quel elogió por su «anticipación innovativa». La novedosa concepción de esta novela se manifiesta también en las peculiaridades tipográficas. Una página en blanco, otra página totalmente negra, otra con una textura «marmolizada»..., los capítulos a veces constan de una sola frase (todo un anticipo —con más de siglo y medio— del Ulises de Joyce).
La obra de Sterne ha tenido, no obstante, una influencia desigual: ya en su época será alabada por algunos grandes escritores como Diderot, quien escribirá Jacques el fatalista tomando como punto de partida una anécdota del Tristram Shandy; la obra de Jean Paul y E.T.A. Hoffmann muestra una clara influencia; Goethe mostrará siempre su admiración por la originalidad de la obra; Thackeray incluso escribirá un ensayo sobre la vida de Sterne; pero, en general, la influencia de la obra fue escasa, si acaso por su excesiva modernidad o por su peculiar e inimitable forma — puede decirse que fue más admirada que seguida. No obstante, el Tristram Shandy influirá enormemente sobre ciertas corrientes de la literatura posterior. Como ya se ha dicho, en el Ulises de Joyce se emplean recursos que Sterne ya había usado en Tristram Shandy; son evidentes los ecos del sentimentalismo de Sterne en autores como Virginia Woolf e Italo Calvino (este último, empero, preferirá Jacques el fatalista al Tristram Shandy, al que califica de grotesco en Por qué leer a los clásicos), y acaso en algunos textos de Cortázar y Joaquim Maria Machado de Assis. Sobre todo algunos aspectos de la poética sterniana fascinarán a muchos autores creando aquel que ha sido definido como «efecto Sterne».
En 2005 el cineasta británico Michael Winterbottom se acercó a esta obra de Laurence Sterne con su película Tristram Shandy: A Cock and Bull Story.
En 2014 se publicó en España, con traducción de Juan Gabriel López Guix, la Novela Gráfica Vida y opiniones de Tristram Shandy, caballero, de Martin Rowson (Impedimenta). La primera edición en Inglaterra data de 1996.

## Traducciones al español
Si bien la novela se hizo conocida entre los lectores hispanohablantes y fue comentada por escritores como Julio Cortázar y Jorge Luis Borges, no fue hasta dos siglos después de su publicación original que se la tradujo al español; solo Viaje sentimental había sido traducida en 1821.
La primera traducción de Tristram Shandy estuvo a cargo de José Antonio López de Letona y se publicó en 1975 en Madrid con un estudio preliminar de Francisco Ynduráin. Una segunda traducción a cargo de Ana María Aznar se publicó en 1976 bajo la edición de Planeta y una tercera versión de Javier Marías —que contenía además los sermones de Sterne— se editó dos años más tarde por el sello Alfaguara. Esta traducción obtuvo el Premio de Traducción Fray Luis de León en 1979.
En los años 90, Ediciones Cátedra retomó la primera traducción publicada para su colección Letras universales; la nueva edición contó con un con estudio preliminar y notas de Fernando Toda, así como algunos retoques a la traducción para conservar el carácter multilingüístico de la versión original que, en ediciones anteriores se había visto afectado al traducir también los fragmentos en francés o en latín.